# Escaryus makizimae
Escaryus makizimae är en mångfotingart som beskrevs av Masatoshi Takakuwa 1935. Escaryus makizimae ingår i släktet Escaryus och familjen småjordkrypare. Inga underarter finns listade i Catalogue of Life.